# 킬리 하젤
킬리 레베카 헤이즐(Keeley Rebecca Hazell, 1986년 9월 18일~)은 잉글랜드의 모델, 가수, 배우이다. 젊은 시절 헤이즐은 1986년 9월 18일 영국의 루이셤에서 태어나 그로브 파크에서 자랐으며 브롬리에 위치한 레이번즈번 학교에 다녔다.